# Hidrombobomkulita
La hidrombobomkulita és un mineral de la classe dels carbonats.

## Característiques
La hidrombobomkulita és un carbonat de fórmula química (Ni,Cu)Al₄((NO₃)₂,SO₄)(OH)₁₂·13-14H₂O. Cristal·litza en el sistema monoclínic. Es troba en forma de nòduls pulverulents i recobriments microcristal·lins; en deshidratar-se s'exfolia en petites plaques hexagonals.
Segons la classificació de Nickel-Strunz, la hidrombobomkulita pertany a «05.N - Nitrats amb OH (etc.) i H₂O» juntament amb els següents minerals: likasita, mbobomkulita i sveïta.

## Formació i jaciments
Va ser descoberta l'any 1979 a la cova Mbobo Mkulu, a Nelspruit (Mpumalanga, Sud-àfrica), on es forma per la interacció de les solucions del sulfat de níquel a la intempèrie contenint sulfurs de coure i níquel amb minerals aluminosilicats i nitrats de derivats del guano de les ratapinyades. En aquest indret se'n troba associada a altres minerals com: al·lòfana, calcoalumita i mbobomkulita. També ha estat descrita a la mina Jomac, a White Canyon (Utah, Estats Units), en un dipòsit sedimentàri d'urani i vanadi, on es troba associada a oswaldpeetersita, cuprita, antlerita, goethita, lepidocrocita, mbobomkulita, sklodowskita i guix.